# 大浜てらまち
大浜てらまち（おおはまてらまち）は、愛知県碧南市大浜地区にある、10の寺院が点在して街並みを形成している地域（寺町）。築山町、浜寺町、本江町、音羽町などが含まれる。中世以降に形成され、近世に確立されたとされる。

## 歴史
中世の三河碧海郡大浜では、大浜道場（後の称名寺）が確かな足跡を残した。近世には江戸廻船の基地である大浜湊があり、大浜は海運業で発展した。本伝寺や林泉寺が確立され、大浜てらまちが形成された。
文人画家の富岡鉄斎は1889年（明治22年）と1895年（明治28年）に林泉寺に逗留し、林泉寺を描いた『鉄斎翁華慶山図』などを残している。宗教家の清沢満之は1888年（明治21年）から西方寺で副住職を務め、大浜には清沢満之記念館が残っている。
昭和戦前期に吉田初三郎が描いた『三河大浜鳥瞰図』には公共施設などに加えて、林泉寺、常行院、西方寺、海徳寺、宝珠寺、清浄院、本伝寺、称名寺などが描かれている。
2000年度（平成12年度）には「大浜てらまちウォーキング」が初開催され、2020年には20回目を迎えた。

## 寺院一覧

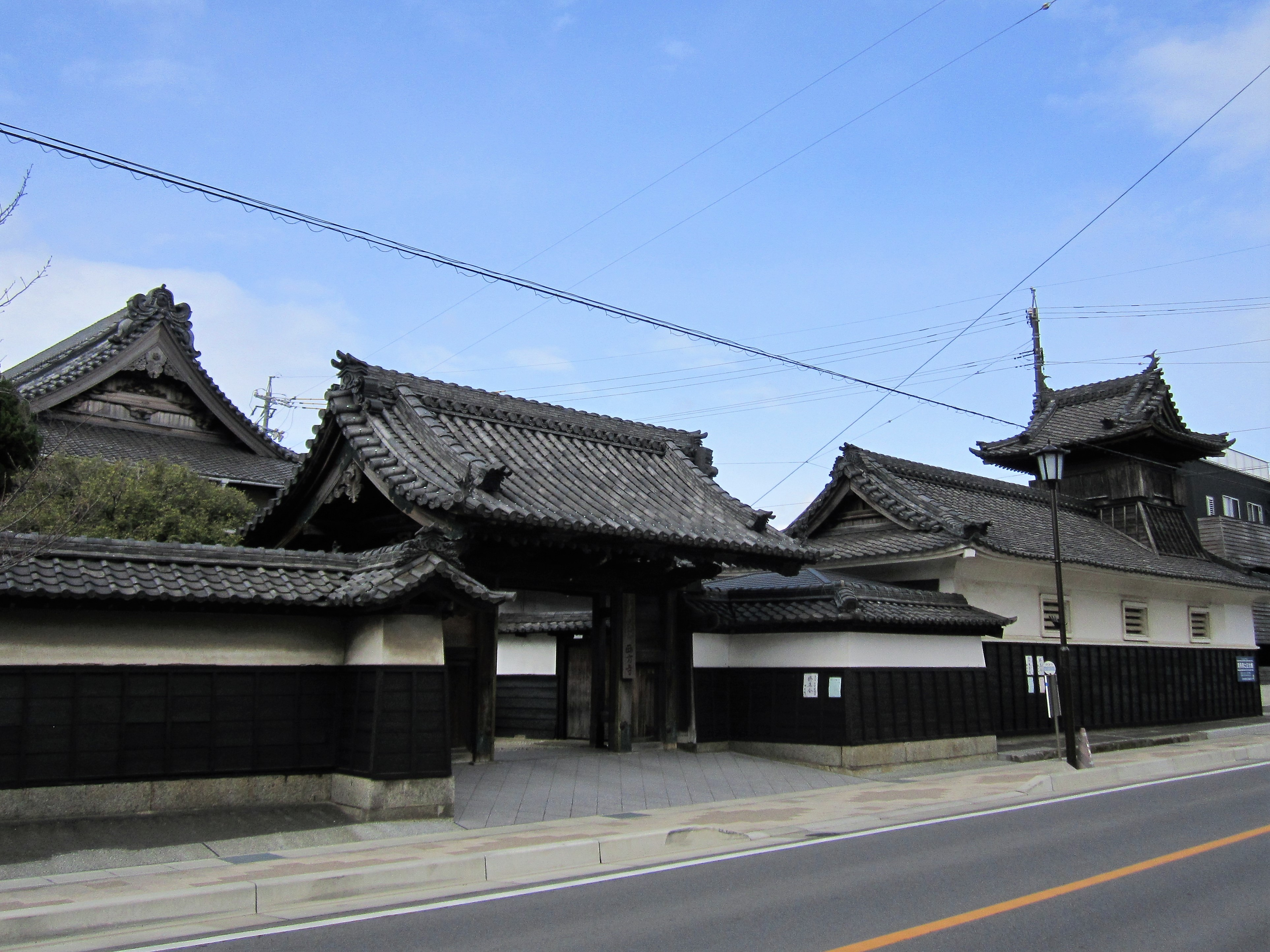
西方寺

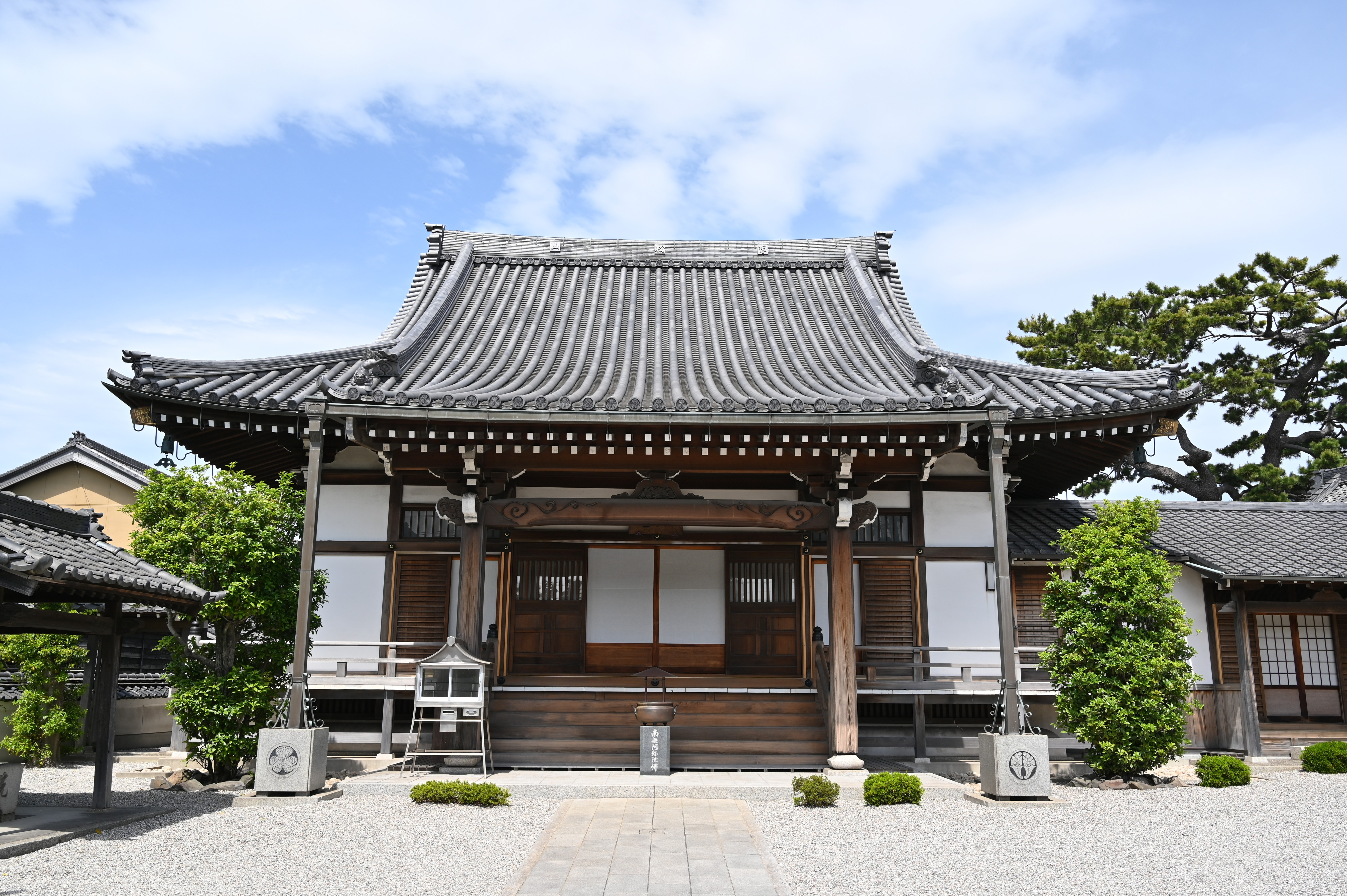
清浄院

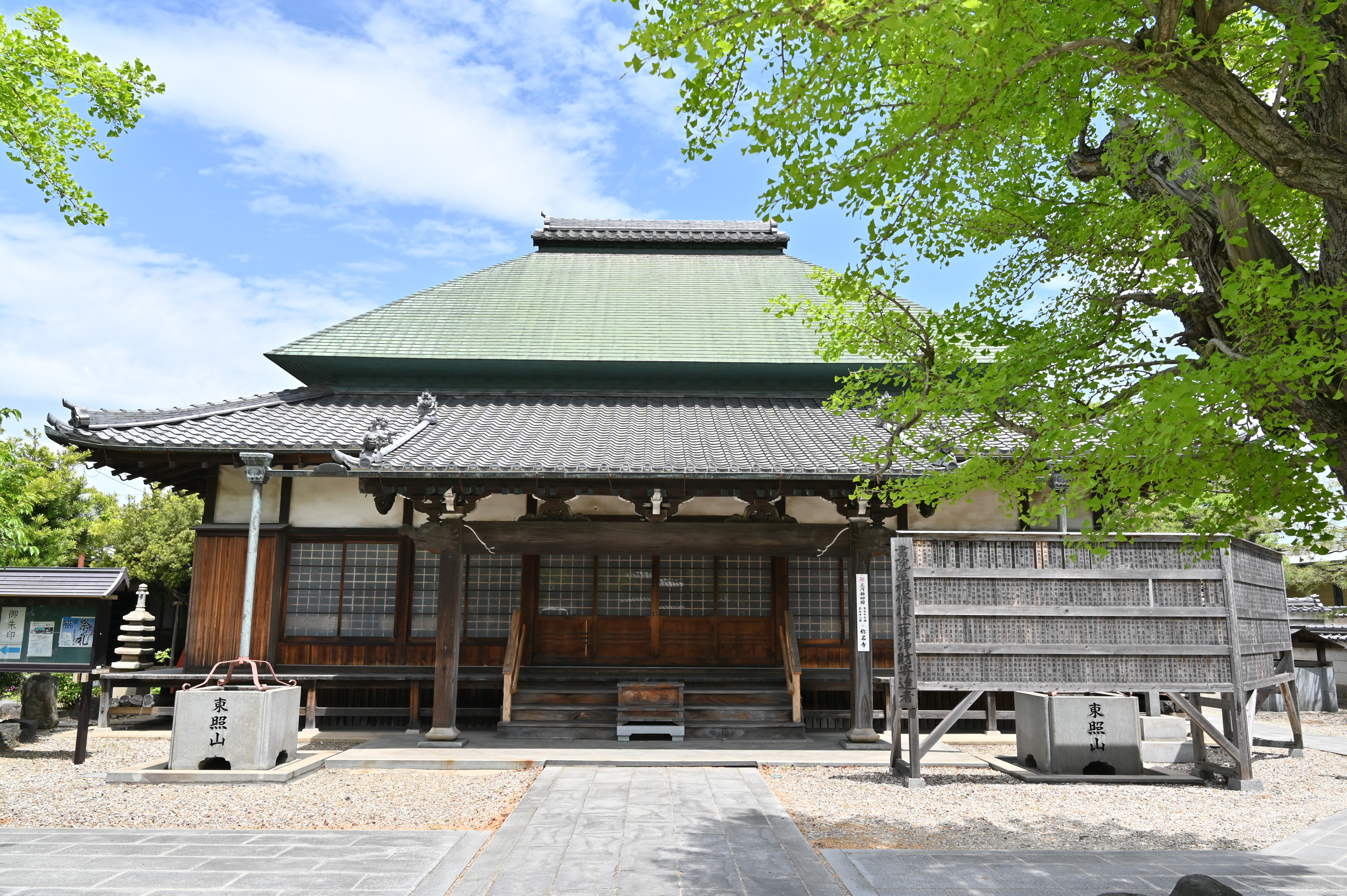
称名寺

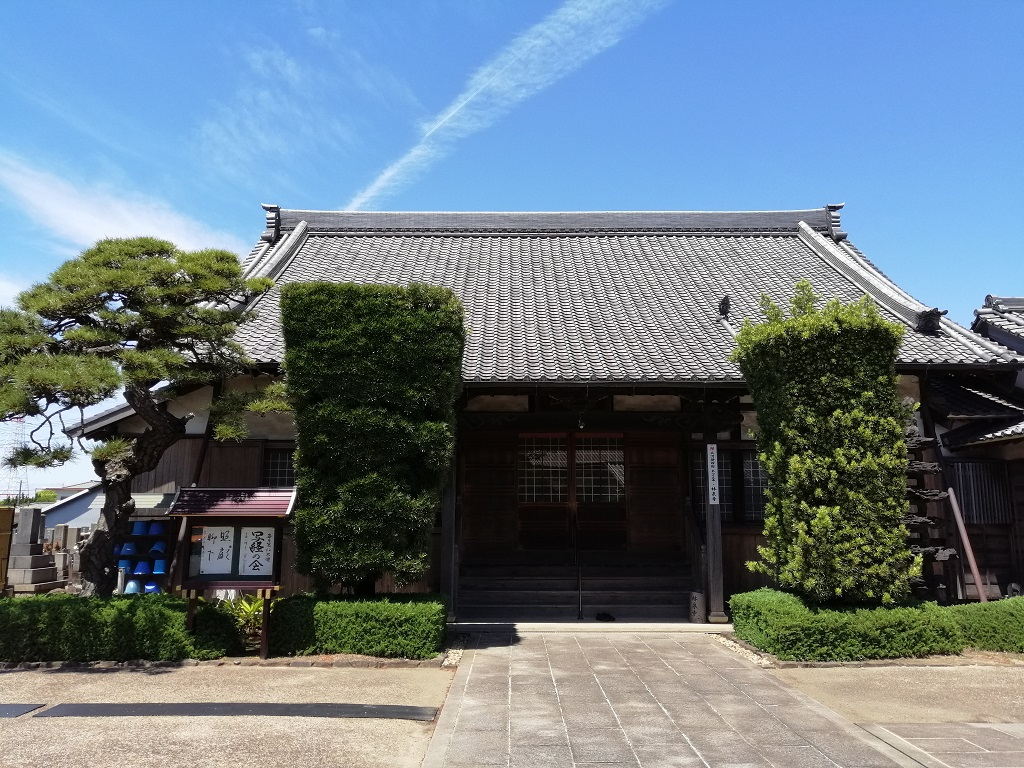
林泉寺

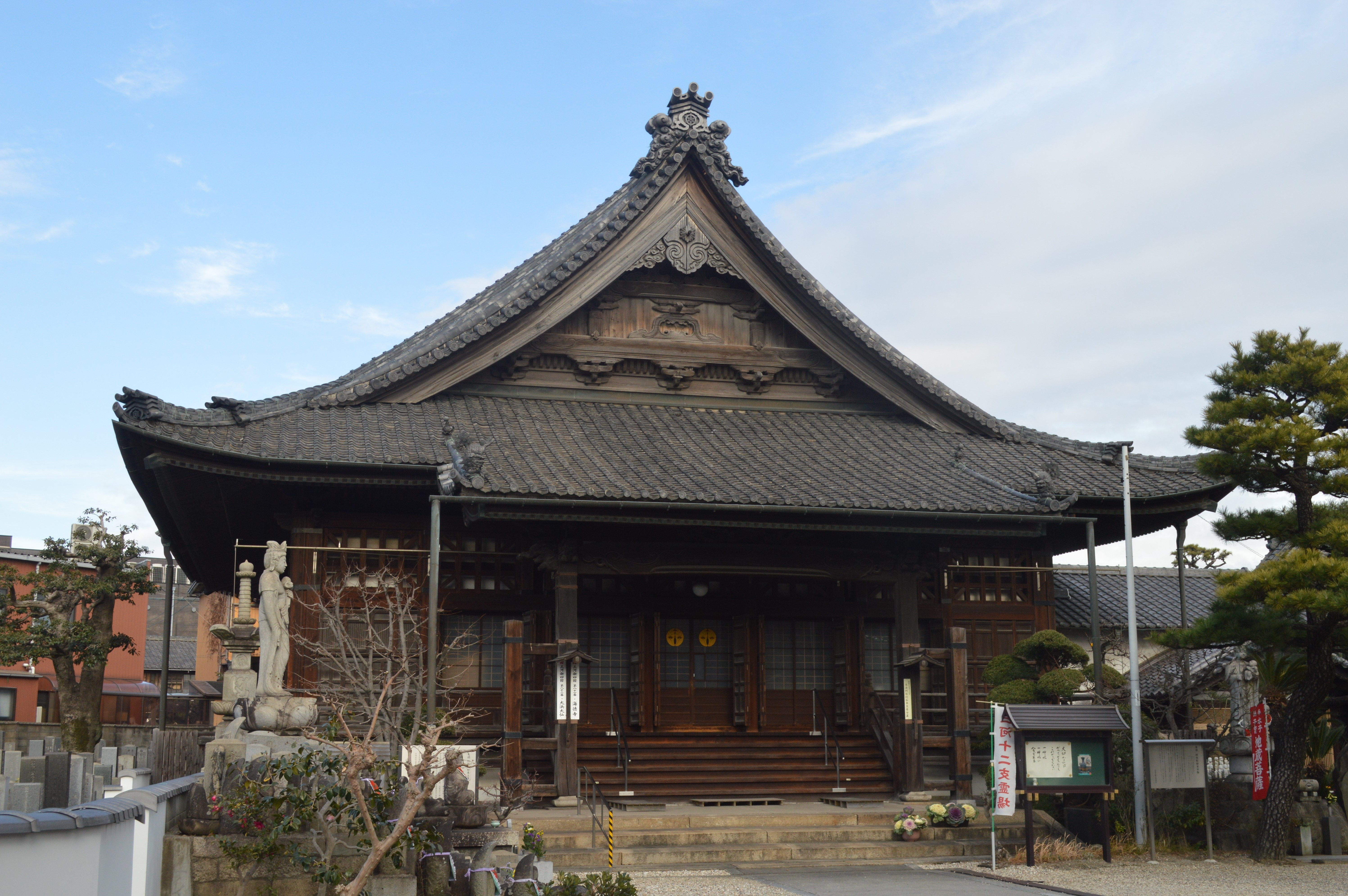
海徳寺

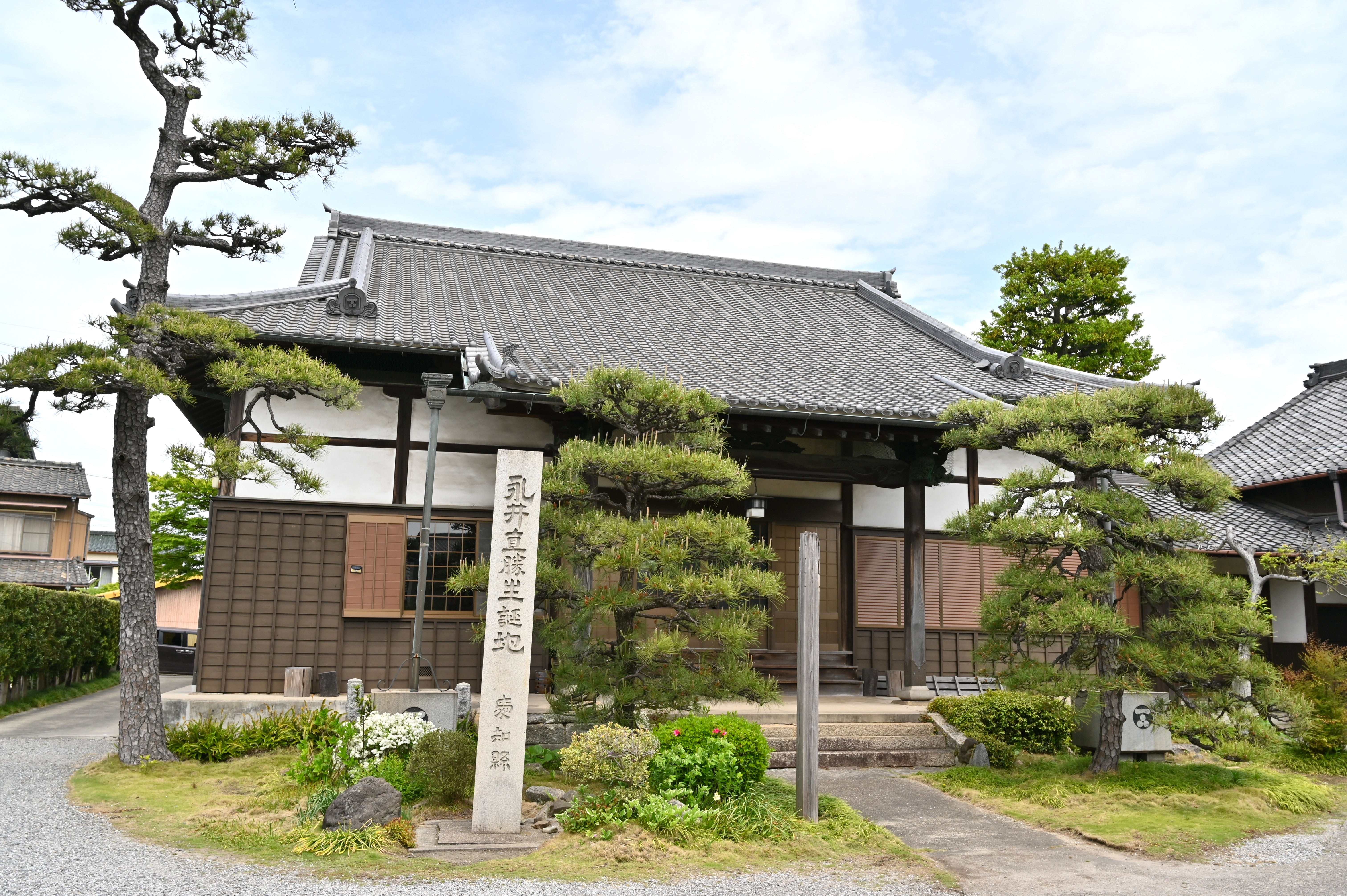
宝珠寺

- 西方寺

碧南市浜寺町2丁目19番地。真宗大谷派。仁治元年（1240年）頃創建。
かつては天台宗であり光照寺という名称だった。
- 清浄院（しょうじょういん[7]）

碧南市築山町1丁目21番地。浄土宗鎮西派。建武元年（1334年）創建。
かつては真言宗だったとされる。前田利家の先祖の墓と伝えられる墓がある。
- 称名寺

碧南市築山町2丁目66番地。時宗。暦応2年（1339年）創建。
古くは大浜道場と呼ばれた。
- 林泉寺

碧南市本郷町3丁目8番地。曹洞宗。長禄元年（1457年）創建。
かつては天台宗だった。
- 海徳寺

碧南市音羽町1丁目60番地。浄土宗西山深草派。寛正3年（1462年）創建。
三河新四国八十八ヶ所霊場札所。
- 本伝寺

碧南市築山町1丁目53番地。真宗大谷派。文亀元年（1501年）創建。
かつては天台宗であり専光寺という名称だった。
- 常行院

碧南市本郷町3丁目38番地。浄土宗鎮西派。大永6年（1526年）創建。
岡崎の大樹寺住職とされる貞頓が開基した。
- 宝珠寺（ほうしゅうじ[8]）

碧南市音羽町1丁目48番地。曹洞宗。天文12年（1543年）創建。
「永井直勝生誕地」碑がある。
- 深称寺

碧南市羽根町3丁目12番地。浄土宗。1914年（大正3年）創建。
かつては深称庵や深称協会という名称だった。
- 観音寺

碧南市築山町3丁目58番地。真言宗。1955年（昭和30年）創建。
信貴山の末寺として発足。